# آمباتوافاهاوالو
آمباتوافاهاوالو (به لاتین: Ambatofahavalo) یک منطقهٔ مسکونی در ماداگاسکار است که در آنالامانگا واقع شده‌است. آمباتوافاهاوالو ۷۷ کیلومتر مربع مساحت و ۶٬۲۶۴ نفر جمعیت دارد.